# 南倉駅 (天津市)
南倉駅（なんそうえき、中国語: 南仓站、英語:Nancang Station）は天津市北辰区南倉にある、京滬線、津山線、津覇線、津薊線の接続駅であり、特等貨物輸送、列車編成センターである。主に津山線、京沪線、京九線の三大幹線と天津地区との連絡の役割を担っている。

## 歴史
1928年、京奉線に南倉駅の前身である南倉信号所が設けられた。1951年、駅になる。1979年、1等駅となり、北京鉄道局の五大列車編成センターの中の一つになる。2000年、南倉駅は全国の第4大列車編成センターになり、同時に特等駅になる。2008年8月1日、時速300キロメートルの京津都市間鉄道が南倉駅を通る。

## 隣の駅
- 京滬線

北倉駅 - 南倉駅 - 天津西駅
- 津山線

南倉駅 - 天津北駅
- 津覇線

一二九公里駅 - 南倉駅 - 天津北駅
- 津薊線

一二九公里駅 - 南倉駅 - 天津北駅
Template:天津鉄道駅一覧表